# Azra Akın
Azra Akın (Almelo, 8 dicembre 1981) è una modella, attrice e personaggio televisivo turca naturalizzata olandese, vincitrice del concorso di bellezza Miss Mondo 2002.

## Biografia
Ex Miss Turchia 2002, Azra Akın è stata incoronata cinquantaduesima Miss Mondo il 7 dicembre 2002 nel Beauty Crown Theatre di Sanya, in Cina, ricevendo la corona dalla Miss Mondo uscente, la nigeriana Agbani Darego. È la prima Miss Mondo turca.
Nata nella città olandese di Almelo e cresciuta da genitori turchi, Azra Akın possiede la doppia nazionalità turca ed olandese. La Akin aveva in passato studiato balletto e flauto e all'età di diciassette anni aveva partecipato al concorso Elite Model Look 1998 in Turchia.
Dopo aver ottenuto il titolo di Miss Mondo, la Akin ha partecipato e vinto il reality show britannico The Games. In Turchia invece ha recitato nel ruolo della protagonista nella serie televisiva Yağmur Zamanı (in italiano: "Momento della pioggia") e in ruoli minori in altre serie, fra cui Teberik Şanssız e nel film del 2005 Istanbul Tales (Anlat İstanbul).

## Filmografia
| Anno | Film            | Ruolo         |
| ---- | --------------- | ------------- |
| 2010 | PesPese         | Pelin         |
| 2006 | İlk Aşk         | Bahar         |
| 2005 | Teberik Şanssız | Fulya         |
| 2004 | Anlat İstanbul  | Pamuk Prenses |

| Anno | Titolo                 | Ruolo            |
| ---- | ---------------------- | ---------------- |
| 2016 | Miss Mondo 2016        | Giudice          |
| 2015 | Miss Mondo 2015        | Giudice          |
| 2014 | Miss Mondo 2014        | Giudice          |
| 2013 | Miss Mondo 2013        | Giudice          |
| 2012 | Muck                   | Elif             |
| 2009 | Ayrılık                | Firengiz Babayev |
| 2009 | Ah Kalbim              | Se stessa        |
| 2008 | Rüzgar                 | Leyla            |
| 2005 | Miss Mondo 2005        | Giudice          |
| 2005 | Barend en Van Dorp     | Se stessa        |
| 2004 | Nationaal songfestival | Se stessa        |
| 2004 | Yağmur Zamanı          | Eylül            |
| 2003 | The Games              | Se stessa        |
| 2003 | Mister Mondo 2003      | Giudice          |